# Стракан, Гордон
Го́рдон Дэ́вид Стра́кан (англ. Gordon David Strachan; вариант передачи — Го́рдон Стра́хан; родился 9 февраля 1957 года, Эдинбург, Шотландия) — шотландский футболист и футбольный тренер. Главный тренер национальной сборной Шотландии. С 2005 по 2009 годы был главным тренером шотландского «Селтика», с которым трижды подряд (в сезонах 2005/2006, 2006/2007 и 2007/2008) выигрывал шотландскую Премьер-лигу. За свою футбольную карьеру он поиграл в шотландских клубах «Данди» и «Абердин» и английских «Манчестер Юнайтед», «Лидс Юнайтед» и «Ковентри Сити». Он также сыграл 50 матчей за национальную сборную Шотландии. Стракан был агрессивным, техничным правым полузащитником. Его сын, Гэвин Стракан, также является футболистом.

## Клубная карьера
Гордон Стракан начал футбольную карьеру в шотландском «Данди», в котором он стал самым молодым капитаном в истории клуба. Однако известность пришла к нему после перехода в «Абердин» в ноябре 1977 года. Со знаменитым «Абердином» образца восьмидесятых, прервавшим традиционное доминирование «Селтика» и «Рейнджерс» в шотландском футболе, Стракан дважды выиграл Шотландскую Премьер-Лигу, трижды — Кубок Шотландии, а также Кубок обладателей Кубков и Суперкубок УЕФА. Все эти титулы «Абердин» выиграл под руководством Алекса Фергюсона.
В августе 1984 года Стракан перешёл в «Манчестер Юнайтед» за 500 000 фунтов. Поначалу он выступал довольно успешно и неплохо влился в состав. Так, во многом благодаря его усилиям «Юнайтед» выиграл в финале Кубка Англии у «Эвертона» в 1985 году. Но постепенно Гордон начал терять форму и утратил своё регулярное место в основе.
Тренер «Лидс Юнайтед» Говард Уилкинсон заплатил за шотландца 200 000 фунтов в марте 1989 года. Этот трансфер оказался удачным для «павлинов»: Стракан набрал хорошую форму, а «Лидс» выиграл Второй дивизион в 1990 году, вернувшись в Первый дивизион после восьмилетнего отсутствия. В следующем сезоне Стракан помог «Лидсу» финишировать четвёртым в Первом дивизионе и был признан футболистом года по версии Ассоциации футбольных журналистов Англии. Год спустя, в сезоне 1991/92, «Лидс Юнайтед» завоевал чемпионский титул Первого дивизиона. После этого была образована Английская Премьер-лига, в которой доминировал «Манчестер Юнайтед». Стракан продолжал оставаться важным игроком основы «Лидса» в течение следующих трёх сезонов, хотя из-за проблем со спиной вынужден был пропускать матчи.
В марте 1995 года Гордон Стракан перешёл в качестве играющего тренера в «Ковентри Сити», которым тогда руководил Рон Аткинсон. Стракан не был игроком основы, но помогал тренировать футболистов, передавая им свой богатый опыт, и «Ковентри» удалось избежать вылета из Премьер-лиги в сезоне 1995/96.

## Карьера в сборной
У Стракана была удачная карьера за национальную сборную, в течение которой он забил 5 голов. Он участвовал на двух чемпионатах мира — 1982 и 1986 года. На последнем он забил самый свой знаменитый гол за сборную против Западной Германии во втором групповом матче.

## Тренерская карьера
В 1996 году Гордон Стракан стал играющим тренером «Ковентри» и проработал в клубе вплоть до своего увольнения в конце сезона 2000/01.
В октябре 2001 года возглавил «Саутгемптон» и проработал на «Сент-Мэрис» до февраля 2004 года, успев за это время вывести клуб в финал Кубка Англии в 2003 году.
После этого Гордон Стракан стал преемником Мартина О’Нила в «Селтике» и привёл команду к трём подряд титулам шотландской Премьер-Лиги, однако, когда в сезоне 2008/09 «кельты» сложили полномочия, Гордон Страхан объявил о своей добровольной отставке.
26 октября 2009 года возглавил «Мидлсбро», однако менее чем через год, 18 октября 2010 года был отправлен в отставку.
15 января 2013 года был назначен главным тренером сборной Шотландии. После того как сборная Шотландии не смогла выйти в финальную часть чемпионата мира 2018, Стракан и шотландская федерация расторгли контракт по обоюдному согласию.

## Тренерский стиль
Стракан известен довольно жёстким тренерским стилем. Обычно он предпочитает использовать традиционную формацию 4-4-2, в редких случаях — 4-5-1. После матчей своей команды он просматривает видеоповторы по два, а иногда по три раза. Стракан уделяет большое внимание поддержанию физической формы и здоровому образу жизни своих футболистов. Так, он запрещает своим игрокам употреблять алкоголь регулярно или в больших количествах, а также часто даёт советы по специальной диете (включающей морские водоросли), которая, по его словам, и определила его футбольное долгожитие (Стракан играл до 40 лет).
Некоторые футболисты признают эффективность советов Стракана, например, футболист сборной Шотландии Гэри Колдуэлл.

## Тренерская статистика
| Команда           | Страна    | Начало работы   | Завершение работы | Показатели | Показатели | Показатели | Показатели | Показатели |
| Команда           | Страна    | Начало работы   | Завершение работы | И          | В          | Н          | П          | % побед    |
| ----------------- | --------- | --------------- | ----------------- | ---------- | ---------- | ---------- | ---------- | ---------- |
| Ковентри Сити     | Англия    | 5 ноября 1996   | 10 сентября 2001  | 215        | 70         | 56         | 89         | 032,56     |
| Саутгемптон       | Англия    | 22 октября 2001 | 13 февраля 2004   | 110        | 39         | 32         | 39         | 035,45     |
| Селтик            | Шотландия | 25 мая 2005     | 25 мая 2009       | 182        | 122        | 28         | 32         | 067,03     |
| Мидлсбро          | Англия    | 26 октября 2009 | 18 октября 2010   | 46         | 13         | 13         | 20         | 028,26     |
| Сборная Шотландии | Шотландия | 15 января 2013  | 12 октября 2017   | 40         | 19         | 9          | 12         | 047,50     |
| Итого             | Итого     | Итого           | Итого             | 593        | 263        | 138        | 192        | 044,35     |

## Достижения в качестве игрока
Абердин
- Чемпион Шотландской Премьер-лиги (2): 1979/80, 1983/84
- Обладатель Кубка Шотландии (3): 1982, 1983, 1984
- Обладатель Кубка обладателей кубков УЕФА: 1983
- Обладатель Суперкубка УЕФА: 1983

Манчестер Юнайтед
- Обладатель Кубка Англии: 1985

Лидс Юнайтед
- Чемпион Второго дивизиона Футбольной диги: 1989/90
- Чемпион Первого дивизиона Футбольной лиги: 1991/92
- Обладатель Суперкубка Англии: 1992

## Достижения в качестве тренера
Саутгемптон
- Финалист Кубка Англии: 2003

Селтик
- Чемпион Шотландской Премьер-лиги (3): 2005/2006, 2006/2007, 2007/2008
- Обладатель Кубка Шотландии: 2007
- Обладатель Кубка шотландской лиги: 2006

## Личные достижения
- Игрок года по версии Шотландской ассоциации футбольных журналистов: 1980
- Почётный список игроков сборной Шотландии по футболу: включён в 1992
- Зал славы шотландского футбола: включён в 2007
- Тренер года по версии Шотландской ассоциации футбольных журналистов (2): 2005/06, 2006/07
- Тренер года по версии футболистов ШПФА (2): 2006/07, 2008/09

## Статистика выступлений
| Клуб              | Сезон            | Лига | Лига | Кубки | Кубки | Еврокубки | Еврокубки | Прочие | Прочие | Итого | Итого |
| Клуб              | Сезон            | Игры | Голы | Игры  | Голы  | Игры      | Голы      | Игры   | Голы   | Игры  | Голы  |
| ----------------- | ---------------- | ---- | ---- | ----- | ----- | --------- | --------- | ------ | ------ | ----- | ----- |
| Данди             | 1974/75          | 1    | 0    | 0     | 0     | -         | -         | 0      | 0      | 1     | 0     |
| Данди             | 1975/76          | 17   | 6    | 7     | 0     | 0         | 0         | 2      | 0      | 26    | 6     |
| Данди             | 1976/77          | 33   | 7    | 9     | 2     | -         | -         | 0      | 0      | 42    | 9     |
| Данди             | 1977/78          | 5    | 0    | 4     | 0     | -         | -         | 0      | 0      | 9     | 0     |
| Данди             | Итого            | 56   | 13   | 20    | 2     | 0         | 0         | 2      | 0      | 78    | 15    |
| Абердин           | 1977/78          | 12   | 1    | 4     | 0     | 0         | 0         | 0      | 0      | 16    | 1     |
| Абердин           | 1978/79          | 31   | 5    | 12    | 0     | 3         | 1         | 0      | 0      | 46    | 6     |
| Абердин           | 1979/80          | 33   | 10   | 16    | 5     | 2         | 0         | 1      | 0      | 52    | 15    |
| Абердин           | 1980/81          | 20   | 6    | 6     | 3     | 4         | 0         | 3      | 1      | 33    | 10    |
| Абердин           | 1981/82          | 30   | 7    | 14    | 10    | 6         | 3         | 0      | 0      | 50    | 20    |
| Абердин           | 1982/83          | 32   | 12   | 10    | 7     | 10        | 1         | 0      | 0      | 52    | 20    |
| Абердин           | 1983/84          | 25   | 14   | 13    | 2     | 7         | 3         | 2      | 0      | 47    | 19    |
| Абердин           | Итого            | 183  | 55   | 75    | 27    | 32        | 8         | 6      | 1      | 296   | 91    |
| Манчестер Юнайтед | 1984/85          | 41   | 15   | 9     | 2     | 6         | 2         | 0      | 0      | 56    | 19    |
| Манчестер Юнайтед | 1985/86          | 28   | 5    | 6     | 0     | 0         | 0         | 0      | 0      | 34    | 5     |
| Манчестер Юнайтед | 1986/87          | 34   | 4    | 4     | 0     | 0         | 0         | 0      | 0      | 38    | 4     |
| Манчестер Юнайтед | 1987/88          | 36   | 8    | 8     | 1     | 0         | 0         | 0      | 0      | 44    | 9     |
| Манчестер Юнайтед | 1988/89          | 21   | 1    | 8     | 0     | 0         | 0         | 1      | 1      | 30    | 2     |
| Манчестер Юнайтед | Итого            | 160  | 33   | 35    | 3     | 6         | 2         | 1      | 1      | 202   | 39    |
| Лидс Юнайтед      | 1988/89          | 11   | 3    | 0     | 0     | -         | -         | 0      | 0      | 11    | 3     |
| Лидс Юнайтед      | 1989/90          | 46   | 16   | 3     | 1     | -         | -         | 4      | 1      | 53    | 18    |
| Лидс Юнайтед      | 1990/91          | 34   | 7    | 13    | 2     | 0         | 0         | 5      | 1      | 52    | 10    |
| Лидс Юнайтед      | 1991/92          | 36   | 4    | 4     | 0     | 0         | 0         | 0      | 0      | 40    | 4     |
| Лидс Юнайтед      | 1992/93          | 31   | 4    | 7     | 1     | 5         | 1         | 1      | 0      | 44    | 6     |
| Лидс Юнайтед      | 1993/94          | 33   | 3    | 5     | 1     | 0         | 0         | 0      | 0      | 38    | 4     |
| Лидс Юнайтед      | 1994/95          | 6    | 0    | 1     | 0     | 0         | 0         | 0      | 0      | 7     | 0     |
| Лидс Юнайтед      | Итого            | 197  | 37   | 33    | 5     | 5         | 1         | 10     | 2      | 245   | 45    |
| Ковентри Сити     | 1994/95          | 5    | 0    | 0     | 0     | 0         | 0         | 0      | 0      | 5     | 0     |
| Ковентри Сити     | 1995/96          | 12   | 0    | 5     | 0     | 0         | 0         | 0      | 0      | 17    | 0     |
| Ковентри Сити     | 1996/97          | 9    | 0    | 2     | 0     | 0         | 0         | 0      | 0      | 11    | 0     |
| Ковентри Сити     | Итого            | 26   | 0    | 7     | 0     | 0         | 0         | 0      | 0      | 33    | 0     |
| Всего за карьеру  | Всего за карьеру | 622  | 138  | 170   | 37    | 43        | 11        | 19     | 4      | 854   | 190   |